# Вільям Старлінг Саллівант
Ві́льям Ста́рлінг Са́ллівант (15 січня 1803 — 30 квітня 1873) — ранній американський ботанік, провідний американський бріолог свого часу. Його дослідження мохоподібних лягли в основу подальших досліджень цих рослин у США.

## Біографія
Вільям Саллівант був старшим сином Лукаса Салліванта та Сари (Старлінг) Саллівант. Він народився у Франклінтоні, прикордонному містечку, яке нещодавно заснував його батько і яке з часом стало частиною Колумбуса, штат Огайо. Початкову освіту здобував у Кентуккі, потім рік навчався в Університеті Огайо, коли він тільки відкрився в Ейтенз, штат Огайо. Пізніше Саллівант перевівся до Єльського університету і отримав ступінь бакалавра в 1823 році.
Смерть батька того ж року змусила Салліванта повернутися додому та взяти на себе управління сімейним бізнесом. Він став геодезистом та інженером-будівельником і успішно інвестував у млини, кам'яні кар'єри, канали та інші проєкти. Він зацікавився ботанікою приблизно в 1834 році, частково під впливом своєї другої дружини Елізи Ґріском Вілер. Спочатку він цікавився квітковими рослинами і в 1840 році опублікував «Каталог рослин, місцевих і натуралізованих, в околицях Колумбуса, штат Огайо».
Саллівант збирав рослини по всьому регіону Огайо і створив великий гербарій з акцентом на травах і осоках. Ним було виявлено та опублікувано кілька нових видів рослин. Він познайомився з іншими ботаніками в Америці, зокрема з Ейсою Греєм і Джоном Торрей. Їхня підтримка спонукала Салліванта продовжувати свої ботанічні дослідження, і він зосередився на мохах і печіночниках.
У 1843 році Саллівант подорожував з Ейсою Греєм через Аллегани, збираючи мохи. Він представив свої знахідки в переплетеному двотомнику «Musci Alleghaniensis» (1845, 1846), що містив висушені зразки зібраних ним мохів разом із супровідним текстом латинською мовою для кожного виду. Він також є автором розділів про мохи та печіночники в «Посібнику Грея з ботаніки Північних Сполучених Штатів» (1848). Внесок Салліванта пізніше був опублікований окремо під назвою «Musci та Hepaticae Сполучених Штатів, на схід від річки Міссісіпі» (1856).
У 1862 році Вільям Старлінг Саллівант був обраний членом Американського філософського товариства.
У 1864 році Саллівант опублікував свою найважливішу працю «Icones Muscorum», яка містила 129 ілюстрацій та описів мохів, поширених на сході Північної Америки. Обсяг цієї праці та чудові ілюстрації закріпили за ним репутацію найвидатнішого американського бріолога свого часу.
Саллівант захворів на пневмонію і помер у Колумбусі 30 квітня 1873 року. Він працював над доповненням до «Icones Muscorum», яке завершив у 1874 році його колега Лео Лескере. Лескере і Томас П. Джеймс також завершили його «Довідник мохів Північної Америки» в 1884 році.
За свою кар'єру Саллівант назвав і описав 270 видів мохоподібних і здобув світове визнання як найвидатніший знавець мохів Північної Америки та споріднених рослин. Він створив гербарій з близько 18 000 зразків мохів, які були передані Гарвардському університету. Мохове товариство Салліванта було названо на його честь, яке згодом стало відомим як Американське бріологічне та ліхенологічне товариство.
Він був одружений тричі: на Джейн Маршалл (англ. Jane Marshall) у 1824 році, на Елізі Гріском Вілер (англ. Eliza Griscom Wheeler) у 1834 році та на Керолайн Юдорі Саттон (англ. Caroline Eudora Sutton) у 1851 році. Його друга дружина Еліза була ботанічним колекціонером і саме вона зібрала голотипний зразок для роду Sullivantia. Він мав тринадцять дітей від трьох своїх дружин. Його син, Томас Старлінг Саллівант (англ. Thomas Starling Sullivant), був впливовим карикатуристом, що публікувався в Life та інших журналах.

## Вибрані публікації
- A Catalogue of Plants, Native and Naturalized, in the Vicinity of Columbus, Ohio (1840).
- Musci Alleghaniensis (1845,1846).
- Contributions to the Bryology and Hepaticology of North America (1846, 1849)
- The Musci and Hepaticae of the United States, east of the Mississippi River (1856)
- Icones Muscorum (1864)
- Supplement (to Icones Muscorum) (1874) (посмертно завершена: Лео Лескере та Ейса Грей)
- Manual of Mosses of North America (1884) (посмертно завершена: Лео Лескере та Thomas P. James)